# امیر سوری
امیر سوری بن محمد، یکی از پادشاهان و از بنیان گذار های حکومت غوریان بود و او بنیانگذار دودمان شنسبیان هم بوده که در اواسط سده چهارم هجری قمری (سده دهم میلادی) در سرزمین کوهستانی غور در مرکز افغانستان امروزی حکومت می‌کرد. او از نسل امیر بنجی نهاران بود که حکومتش را بر غور هارون الرشید خلیفه عباسی تأیید کرده بود. امیر سوری بن محمد به دلیل جنگ با حاکم صفاری یعقوب لیث و تصرف بسیاری از مناطق خراسان شناخته شده است. پس از امیر سوری پسرش محمد بن سوری بر تخت نشست. اگر چه امیر سوری دارای عنوان عربی بود و پسرش نام اسلامی داشت، هر دو بودایی بودند. 